# Petr Leška
Petr Leška (* 16. November 1975 in Chomutov) ist ein ehemaliger tschechischer Eishockeyspieler, der zwischen 1995 und 2015 hauptsächlich für den HC Zlín in der tschechischen Extraliga spielte. Insgesamt absolvierte er 19 Spielzeiten mit dem Verein.

## Karriere
Petr Leška stammt aus dem Nachwuchsbereich des KLH Chomutov, für den sein Vater Petr in den 1970er Jahren aktiv war. Anfang der 1990er Jahre ging Leška nach Schweden, wo er im Juniorenbereich für den Rögle BK spielte. In der Saison 1994/95 sammelte erste Erfahrungen im semiprofessionellen Eishockey, als er für die Flint Generals in der Colonial Hockey League in 31 Spielen 26 Scorerpunkte erreichte.
1995 kehrte er in sein Heimatland zurück und wurde vom HC Zlín verpflichtet, für den er seither mit wenigen Unterbrechungen spielt. Mit dem HC Zlín wurde er in der Folge mehrfach tschechischer Vizemeister, ehe er 2004 mit dem Klub seine erste tschechische Meisterschaft gewann. Zu diesem Erfolg trug er 18 Scorerpunkte allein in den Playoffs bei und wurde anschließend als Wertvollster Spieler (MVP) der Playoffs ausgezeichnet. In der Saison 2001/02 war er zudem mit 68 Scorepunkten Topscorer der Extraliga-Hauptrunde.
Im Januar 2014 stellte er mit über 500 Extraliga-Spielen in Folge einen neuen Rekord auf. Zudem gehört er mit über 1100 Einsätzen insgesamt und über 800 Scorerpunkten zu den Rekordspielern der Extraliga. 2014 gewann er mit Zlín seinen zweiten tschechischen Meistertitel. Nach der Saison 2014/15 gab er seinen Rücktritt vom aktiven Eishockey bekannt.
Während der Saison 2001/02 gehörte Leška dem erweiterten Kader der tschechischen Nationalmannschaft an und absolvierte für diese einige Spiele im Rahmen der Euro Hockey Tour.

## Erfolge und Auszeichnungen
- 1999 Tschechischer Vizemeister mit dem HC ZPS Barum Zlín
- 2002 Topscorer der Extraliga-Hauptrunde
- 2004 Tschechischer Meister mit dem HC Hamé Zlín
- 2004 Playoff-MVP der Extraliga
- 2005 Tschechischer Vizemeister mit dem HC Hamé Zlín
- 2013 Tschechischer Vizemeister mit PSG Zlín
- 2014 Tschechischer Meister mit PSG Zlín

## Karrierestatistik
(Legende zur Spielerstatistik: Sp oder GP = absolvierte Spiele; T oder G = erzielte Tore; V oder A = erzielte Assists; Pkt oder Pts = erzielte Scorerpunkte; SM oder PIM = erhaltene Strafminuten; +/− = Plus/Minus-Bilanz; PP = erzielte Überzahltore; SH = erzielte Unterzahltore; GW = erzielte Siegtore; 1 Play-downs/Relegation; Kursiv: Statistik nicht vollständig)